# Eaton (Ohio)
Pour les articles homonymes, voir Eaton.
Eaton est une ville de l'État de l'Ohio, aux États-Unis.
Elle est le siège du comté de Preble.

## Géographie
Selon les données du Bureau du recensement des États-Unis, Eaton a une superficie de 14,7 km² (soit 5,7 mi²) dont 0,18 % en surfaces aquatiques.

## Démographie
Eaton était peuplée, lors du recensement de 2000, de 8 133 habitants.